# Sarektjåkkå
Sarektjåkkå (2089 m n. m.) je hora ve Skandinávském pohoří. Nachází se v severním Švédsku v kraji Norrbotten na území komuny Jokkmokks. Hora leží nedaleko východní hranice Národního parku Sarek asi 23 km jihozápadně od osady Suorva. S nadmořskou výškou 2089 m se jedná o druhou nejvyšší horu Švédska (třetí, pokud se počítá jižní vrchol Kebnekaise jako samostatná hora).
Sarektjåkkå má čtyři vrcholy:
- Stortoppen - 2089 m
- Nordtoppen - 2056 m
- Sydtoppen - 2023 m
- Buchttoppen - 2010 m